# Carașova (gmina)
Gmina Carașova – gmina w okręgu Caraș-Severin w zachodniej Rumunii. Zamieszkuje ją 3110 osób. W skład gminy wchodzą miejscowości Carașova, Iabalcea i Nermed. 